# Den femte systern
Den femte systern är en ungdomsroman av Mårten Sandén utgiven på Rabén & Sjögren. Boken nominerades till Augustpriset för bästa barn- och ungdomsbok 2008. 

## Handling
En ond man vid namn Karmelius försökte, för två hundra år sedan, få en av sina fem döttrar att bli gravid med Satan, men stoppades av en tjänsteflicka. En av tjänsteflickans ättlingar i nutid är den sextonåriga Jannike Faltin som tycks vara den enda som kan stoppa Karmelius ättlingars planer.